# براد ويبر
براد ويبر (بالإنجليزية: Brad Weber)‏ هو لاعب اتحاد الرغبي نيوزلندي، ولد في 17 يناير 1991 في نيبيار في نيوزيلندا.

## روابط خارجية
- براد ويبر عل موقع إسبنسكروم (الإنجليزية)
- براد ويبر على موقع ItsRugby.co.uk (الإنجليزية)